# Танига-Малафеде (Сасари)
Танига-Малафеде је насеље у Италији у округу Сасари, региону Сардинија.
Према процени из 2011. у насељу је живело 49 становника. Насеље се налази на надморској висини од 136 м.